# 918
918(구백십팔)은 917보다 크고 919보다 작은 자연수다.

## 수학
- 합성수로, 그 약수는 총 16개다. (1, 2, 3, 6, 9, 17, 18, 27, 34, 51, 54, 102, 153, 306, 459, 918)
  - 918의 진약수의 합은 1242이므로, 918은 과잉수다.
- {\displaystyle 55^{4}-1}은 918로 나누어떨어진다.

## 과학·기술
- NGC 918(영어판): 양자리 방향에 있는 막대나선은하.
- 포르쉐 918: 포르쉐의 슈퍼카.

## 교통

### 철도
- 서울 지하철 9호선 노들역의 역번호.

### 도로
- 918번 지방도: 경상북도 봉화군 물야면 북지리에서 영덕군 영해면 벌영리까지 이어지는 대한민국의 지방도.

## 문화유산
- 대한민국의 보물 제918호: 묘법연화경 권7

## 기타
- 날짜: 9월 18일
- 연도: 918년, 기원전 918년